# Sveriges Tandhygienistförening
Sveriges Tandhygienistförening är en fackförening för svenska tandhygienister, och tillhör SACO:s tjänstemannaförbund SRAT.